# Coniastis sectilis
Coniastis sectilis är en fjärilsart som beskrevs av Edward Meyrick 1916. Coniastis sectilis ingår i släktet Coniastis och familjen äkta malar.
Artens utbredningsområde är Sri Lanka. Inga underarter finns listade i Catalogue of Life.